# Garpastum
Garpastum (tiếng Nga: Гарпастум, tiếng Anh: Garpastum, tiếng Latvia: Harpastum) là một bộ phim lịch sử của đạo diễn Aleksey German ml., ra mắt lần đầu năm 2005.